# Zelzal-2
Zelzal-2/Mushak-200 (persa: زلزال-۲, que significa "terremoto") es un cohete de artillería iraní de largo alcance no guiado. El Zelzal-2 es un cohete de 610 mm lanzado desde camión que tiene una carga útil de 600 kg y un alcance de unos 200 km. El desarrollo de la serie Zelzal comenzó en 1990 y el Zelzal-2 se mostró por primera vez en 1998. Se desarrolló a partir del Zelzal-1 y se convirtió en el Zelzal-3. Se ha exportado a Siria, Hezbolá y los hutíes, y se ha utilizado en combate en la Guerra Civil Siria y la Guerra Civil Yemení.
Se cree que el misil está basado en el misil soviético 9K52 Luna-M.